# Jaśkowice (powiat kluczborski)
Jaśkowice (niem. Jaschkowitz, 1936–1945 Auenfelde)– wieś w Polsce położona w województwie opolskim, w powiecie kluczborskim, w gminie Byczyna.
W latach 1945–1954 siedziba gminy Jaśkowice. W latach 1975–1998 miejscowość należała administracyjnie do województwa opolskiego.

## Historia
Od 1774 r. wieś posiadała pieczęć gminną, na której wizerunku przedstawiono chłopa wysiewającego zboże z płachty.